# Vavelska katedrala
Vavelska katedrala, također poznata kao Katedralna bazilika sv. Stanisława i Vaclava nalazi se na brežuljku Vavelu u Krakovu. Jedno je od poljskih nacionalnih svetišta. 
Stara je gotovo 1000 godina te je bila tradicionalno mjesto krunidbe poljskih kraljeva. Predstavlja katedralnu crkvu Krakovske nadbiskupije. Papa Ivan Pavao II. u njoj je 2. studenog 1946. služio svoju prvu svetu misu, a kasnije je kao papa razmišljao da ga tamo sahrane.
Današnja gotička katedrala je treća crkva po redu sagrađena na tom mjestu: prva je sagrađena i uništena u 11. stoljeću; druga je sagrađena u 12. stoljeću, a uništena je u požaru 1305. Gradnja današnje katedrale počela je u 14. stoljeću po naredbi biskupa Nankera.

## Vanjske poveznice
- službena stranica